# Dylan Dog in The Murders
Dylan Dog in The Murders is een videospel voor de Commodore Amiga. Het spel werd uitgebracht in 1992. 